# Regimiento Talavera
El Regimiento Talavera fue un regimiento expedicionario de infantería de línea que se integró en el Ejército realista en América en 1814 y participó en múltiples episodios de la emancipación hispanoamericana en los actuales países de Argentina, Bolivia, Chile (donde intervino en la Reconquista de Chile), Ecuador y en Perú, hasta las acciones finales en la Batalla de Ayacucho en 1824.  
El regimiento Talavera se trata de la primera unidad peninsular enviada desde España hasta el frente del Pacífico, es decir, cuatro años después desde las declaraciones de las juntas revolucionarias americanas en 1810. Se trata de una nueva unidad, inexistente, añadida ad hoc para la guerra en América y las personas que lo componían eran tomados forzados y engañados para embarcarlos a América. La expedición arriba al puerto peruano del Callao el 24 de abril de 1814. El largo y peligroso viaje desde el puerto de Cádiz invadía de escorbuto las embarcaciones, produciendo muchas víctimas, e incluía el paso por el terrible Cabo de Hornos foco de tempestades. A su llegada a América las pérdidas de seres humanos durante el trayecto se reemplazaban por tropas americanas. Estas personas originarias de la isla de Chiloé o de distintos lugares del Perú eran tomadas de otras formaciones americanas o del lugar donde la unidad fijaba su bandera de depósito de tropas.   
El uso inapropiado del topónimo "Talavera de la Reina" para designar esta unidad militar es equivocado, aunque puede encontrarse en literatura y publicaciones de internet.   

## Creación y travesía (1813)
El Talavera fue creado el 1 de octubre de 1813 en el arsenal de la Carraca, en Cádiz, basándose en los restos de unidades destruidas en la guerra de independencia española contra Napoleón Bonaparte, y para completar su dotación de soldados se tomó cierto número de presidios españoles.  Su 1° batallón se compuso de 800 efectivos (teóricamente de 8 compañías con 1000 hombres) al mando de Rafael Maroto, y se tuvo que rearmar con los restos encontrados en los almacenes de la sitiada ciudad de Cádiz, y uniformarse con vestido a través de donativos de la ciudad. Además, dada la penuria económica provocada por la invasión francesa, los costes tuvieron que sufragarse a través de los consulados de América. 
Fue enviado al Virreinato del Perú a través de la ruta del Cabo de Hornos en diciembre de ese año. Dada la ausencia de noticias se proyectó seguir a Panamá si ocurría el caso de haberse perdido Lima, arribando al Callao en abril de 1814. Durante el trayecto se sucedieron varias muertes debidas al escorbuto y a los accidentes de navegación, reduciendo en 30 % el número de efectivos reales que arribaron al Perú. Allí mismo dos compañías de preferencia se separan para organizar un segundo Talavera destinado al Perú, todavía se formará otro destinado al Alto Perú. Para la conformación de Ejército, Abascal solicitó el aporte de los curacas leales a la Corona Española, quienes en apoyo de la causa realista suministran tropas que se enrolan provenientes de diferentes puntos del Virreinato del Perú (territorios hoy de Perú y Alto Perú, después Bolivia), y se embarca a Chile.

## Batalla de Rancagua
Siendo su coronel Rafael Maroto, este regimiento fue enviado a Chile por el virrey del Perú José Fernando de Abascal y Sousa para apagar la insurrección en Chile, fueron conocidos por su participación en la victoriosa Batalla de Rancagua, conocido en Chile como el desastre de Rancagua.

## Represión oReconquista de Chile

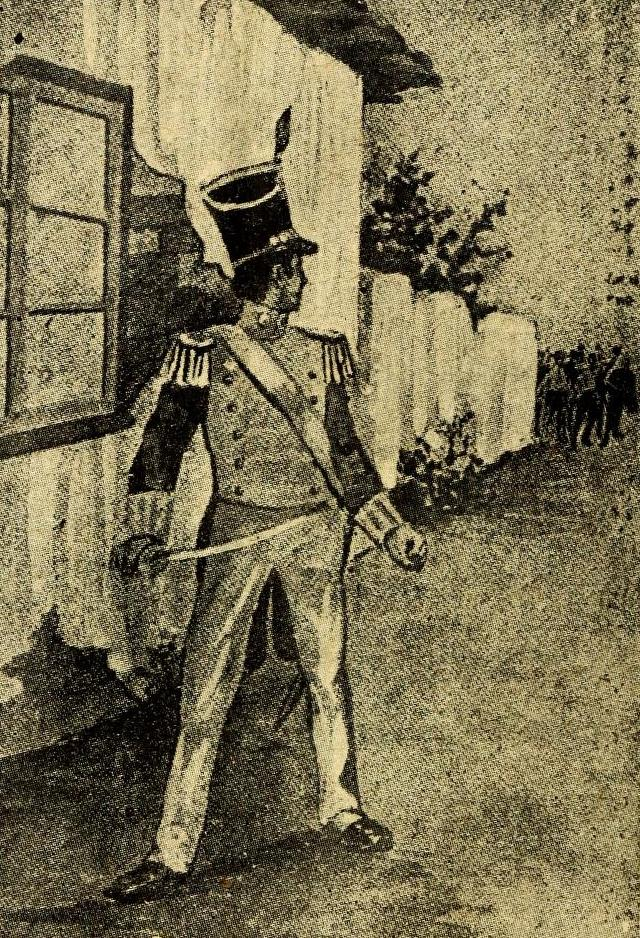
"Soldado Talavera atacado por el pueblo". En Historia de Chile para la enseñanza primaria de Francisco Valdés Vergara año 1910.

Durante las acciones de represión algunos de sus militares parece que fueron destinados de policía para guardar la seguridad de Santiago y como guardia del gobernador de Chile Mariano Osorio y después de Francisco Casimiro Marcó del Pont. Tras el desastre de Rancagua con los "talaveras" enviados Santiago al mando del sargento mayor Vicente San Bruno, el gobernador Osorio manda arrestar los patriotas implicados en la revolución, según sus delitos de sangre o no, son confiscados, deportados por barco al archipiélago de Juan Fernández o ejecutados. Se toma la antigua imprenta revolucionaria del periódico el Monitor Araucano y se sustituye por una publicación favorable al gobierno.

## Contrainsurgencia del Alto-Perú y batalla de El Pari
Por orden del general Joaquín de la Pezuela, otro batallón del Talavera, con 500 plazas, que completa sus filas con personal chileno, se traslada a reforzar el frente altoperuano, y participa en la campaña contrainsurgente de Francisco Javier de Aguilera contra el gobierno patriota de Ignacio Warnes en Santa Cruz de la Sierra.  En septiembre de 1816, después de derrotar a Manuel Ascencio Padilla en La Laguna, Aguilera se encuentra marchando hacia Santa Cruz con el Batallón Fernando VII y el Talavera. Enfrentó al Ejército Patriota Cruceño el 21 de noviembre de ese año en la cruenta jornada de la Batalla de El Pari, donde sólo sobrevivieron 200 soldados del Talavera y su comandante Rocabado, de origen chileno, obteniendo una victoria para el Rey.  Aguilera entró a la ciudad días después y fue acusado de reprimir a la población local.

## Batalla de Chacabuco
En la batalla de Chacabuco muchos talaveras fueron tomados prisioneros o muertos en combate. Tras el triunfo patriota el batallón del regimiento Talavera se repliega al sur iniciando una serie de revueltas pero por poco tiempo ya que Ramón Freire acabó con las revueltas de los talaveras mientras que en Santiago el coronel Vicente San Bruno fue ejecutado. Una bandera capturada, atribuida a este regimiento, fue tomada por el Ejército de los Andes en Chacabuco, fue restaurada y se conserva en el Centro Cívico del Gobierno Provincial, en la ciudad de San Juan.

## Campañas posteriores hasta Ayacucho
El regimiento seguirá combatiendo en numerosas acciones a lo largo de Bolivia, Ecuador y Perú. En la reorganización de 1818 todos los batallones del Talavera pasan a formar parte del regimiento Victoria. Tras la batalla de Cerro de Pasco el regimiento Victoria se reconstituyó en Lima y una parte embarcó a principios de 1821 para seguir la campaña de Quito y allí se reuniría con el primer batallón de Victoria que había combatido con Pablo Morillo en Venezuela desde 1815 y que en 1818 se había renombrado como Aragón. Tras la retirada de Santa Fe, este cuerpo sigue luchando en Pasto, replegándose hasta Quito. Allí, por fin, se reúnen el Aragón y el Talavera -primer batallón- enviado del Perú. Por tanto quedaron reunidos el primero y el segundo de Victoria y, tras la batalla de Pichincha, ambos se reembarcan para España. El resto del regimiento, el tercero de Victoria o Talavera -segundo batallón-, siguió formando parte del ejército realista del Perú hasta la batalla de Ayacucho.

## Tabla orgánica de los regimientos Aragón/Talavera/Victoria
En 1813, el segundo batallón del Regimiento Victoria (verde) pasó a convertirse en el Regimiento Talavera, como su primer batallón. Poco después, este primer batallón se desdobló para dar origen al segundo batallón de Talavera. Por su parte, el primer batallón de Victoria (azul) fue enviado a Venezuela junto a Pablo Morillo, mientras que los dos batallones de Talavera combatieron en el Perú. En 1817, tras la batalla de Chacabuco estos últimos recuperaron su denominación original como segundo y tercer batallones de Victoria.
En 1818, el primer batallón de Victoria fue renombrado como Regimiento Aragón, y los antiguos batallones de Talavera pasaron a ser ahora el primero y segundo de Victoria. Tras la retirada de Santa Fe, el Regimiento Aragón continuó la lucha en Pasto y se replegó hasta Quito, donde finalmente se reunió con el antiguo Talavera primero. Ambos eran, en realidad, los antiguos primero y segundo batallones de Victoria. Tras la batalla de Pichincha, ambos fueron repatriados a España. Solo permaneció en América el segundo batallón de Victoria (antiguo Talavera segundo), que continuó combatiendo hasta la batalla de Ayacucho.
| Año       | Regimiento Aragón | Regimiento Victoria | Regimiento Victoria | Regimiento Victoria | Regimiento Talavera | Regimiento Talavera |  |
| Año       | Primer Batallón   | Primer Batallón     | Segundo Batallón    | Tercer Batallón     | Primer Batallón     | Segundo Batallón    |  |
| --------- | ----------------- | ------------------- | ------------------- | ------------------- | ------------------- | ------------------- |  |
| 1808–1812 |                   | Primer Batallón     | Segundo Batallón    |                     |                     |                     |  |
| 1813      |                   | Primer Batallón     |                     |                     | Primer Batallón     |                     |  |
| 1814–1817 |                   | Primer Batallón     |                     |                     | Primer Batallón     | Segundo Batallón    |  |
| 1817      |                   | Primer Batallón     | Segundo Batallón    | Tercer Batallón     |                     |                     |  |
| 1818–1822 | Primer Batallón   | Primer Batallón     | Segundo Batallón    |                     |                     |                     |  |
| 1823-1824 |                   |                     | Segundo Batallón    |                     |                     |                     |  |